# André Bouton
André Bouton, né le 30 novembre 1890 à Fresnay-sur-Sarthe (Sarthe) et mort le 1er avril 1979 au Mans, est un économiste et un historien français, spécialiste de la province du Maine.

## Biographie
Orphelin, à douze ans, d'un père tanneur, ancien élève du lycée de garçons du Mans, combattant pendant la Première Guerre mondiale au cours de laquelle, blessé à deux reprises en 1914 et 1916, il reçut la croix de guerre et la médaille militaire, André Bouton exerça les professions de notaire à Mamers et Clermont-Ferrand, puis de gestionnaire immobilier au Mans. Mais c'est comme économiste et comme historien du Maine qu'il est le plus connu.
Au début des années 1920, il fréquente à Mamers Joseph Caillaux, alors en retrait de la vie publique. L'ancien Président de Conseil l'initie à l'économie politique. Après de premières publications d'articles dans des journaux économiques, André Bouton est l'auteur d'un ouvrage, paru en 1932, La Fin des rentiers, dans lequel il retrace l'évolution des fortunes privées au lendemain de la Grande Guerre, face à l'inflation et à la crise mondiale, en prônant un statut protecteur pour les petits actionnaires. Son ouvrage le conduisit, dans les années 1930, à militer dans plusieurs associations de défense des actionnaires (Association des porteurs de rente française; Association des porteurs de valeurs mobilières), des contribuables (Fédération nationale des contribuables), et aussi des familles nombreuses (Fédération des associations de familles nombreuses de France).

En raison de ces activités, André Bouton est inculpé le 15 mai 1935 de complicité d'appel au refus collectif de l'impôt. Il est acquitté au terme du procès en première instance. Le 28 août 1935, avocat général au procès d'Henri Dorgères et du Front paysan à Rouen, Edmond Miniac justifie les condamnations prononcées par le tribunal correctionnel le 11 juillet précédent et réclame une peine nouvelle contre André Bouton, responsable de la Fédération des contribuables de la Sarthe, mais André Bouton est acquitté à nouveau en appel.

Bouton mit fin à ses activités militantes en 1938, pour se consacrer à l'érudition locale.
Membre actif de plusieurs sociétés savantes mancelles - il fut notamment président de la Société d'agriculture, sciences et arts de la Sarthe de 1957 à 1974 - André Bouton écrivit de nombreux ouvrages et articles, parus de 1950 à 1976, notamment dans les bulletins de la Société d'agriculture, sciences et arts et la revue La Vie mancelle et sarthoise, sur l'histoire de sa province natale. Disponible pour les demandes de renseignements sur l'histoire du Maine, il correspond ainsi avec la romancière Daphné du Maurier qui le sollicite lors de l'écriture d'une histoire romancée de ses ancêtres : "les souffleurs de verre". Adepte des recherches sur le terrain, il écrit d’après ses observations plusieurs ouvrages, consacrés entre autres aux souterrains inconnus du vieux Mans (1936), puis aux voies antiques dans la Sarthe (1947), qu'il illustre lui-même de croquis et relevés. Exploitant des archives publiques et privées, il consacre à partir de 1951 trois livres à l’histoire et au rôle politique des loges maçonniques de la Mayenne et de la Sarthe de la seconde moitié du XVIIIe siècle jusqu'en 1914, dont le premier en collaboration avec Marius Lepage, maçon et vénérable de la loge Volney. Mais son œuvre principale reste son Le Maine: histoire économique et sociale publiée de 1962 à 1976 en cinq volumes, série d'ouvrages qui retracent l'histoire de cette province dans sa globalité, des temps antiques jusqu'au XIXe siècle.
Pour l'ensemble de son œuvre, André Bouton, qui soutien de famille avait dû arrêter ses études à l'âge de 16 ans, fut fait chevalier de la Légion d'honneur en 1963, et reçut plusieurs prix de l'Institut de France prix René-Petiet de l'Académie française en 1976.
André Bouton était l'époux de la poétesse Étiennette Bouton (1900-1992) et le père d’Étienne (1928-2019) et Philippe Bouton (1934-2009), eux aussi historiens du Maine.

## Principales publications
- La Butte-Chaumont, étude historique et archéologique, 1924
- La Fin des rentiers. Histoire des fortunes privées en France depuis 1914, 1932, éd. Trémois
- À travers les souterrains inconnus du Vieux-Mans, 1936
- Les Voies antiques, les grands chemins médiévaux et les routes royales du Haut-Maine, 1947
- Histoire de la Franc-maçonnerie dans la Mayenne, 1951 (en collaboration avec Marius Lepage)
- Le Trésor de Saint-Calais, 1954
- Damiens le régicide - Histoire de son procès, 1955
- Les Francs-maçons manceaux et la Révolution française, 1958
- La Vie pittoresque au Mans au temps des carrosses et des chandelles, 1963
- Les Luttes ardentes des francs-maçons manceaux pour l'établissement de la République 1815-1914, 1966
- Le Maine, histoire économique et sociale, 5 volumes, 1962-1976 :
  - Les Temps antiques
  - Le Moyen Âge
  - Les XIVe, XVe et XVIe siècles
  - Les XVIIe et XVIIIe siècles
  - Le XIXe siècle-L'aube des Temps nouveaux}

## Distinctions
- Croix de guerre 1914–1918, étoile de bronze
- Médaille militaire
- Chevalier de la Légion d'honneur (1963)[réf. souhaitée]